# Ouratea gigantophylla
Ouratea gigantophylla är en tvåhjärtbladig växtart som först beskrevs av Ehrhard, och fick sitt nu gällande namn av Adolf Engler. Ouratea gigantophylla ingår i släktet Ouratea och familjen Ochnaceae. Inga underarter finns listade i Catalogue of Life.